# Yushania anceps
Yushania anceps là một loài thực vật có hoa trong họ Hòa thảo. Loài này được (Mitford) W.C.Lin miêu tả khoa học đầu tiên năm 1974.